# Ehrharta tasmanica
Ehrharta tasmanica là một loài thực vật có hoa trong họ Hòa thảo. Loài này được (Hook.f.) L.P.M.Willemse mô tả khoa học đầu tiên năm 1982.